# 215

## Esdeveniments
- Alexandria: L'emperador romà Caracal·la hi provoca una gran massacre, de milers de morts, en escarment a sàtires contra la seva persona.

## Naixements
- Imperi Persa: Sapor I, emperador sassànida. (m. 272)

## Necrològiques
- Alexandria: Climent d'Alexandria, Patriarca.